# Sint-Pietersbandenkerk (Oudenaken)

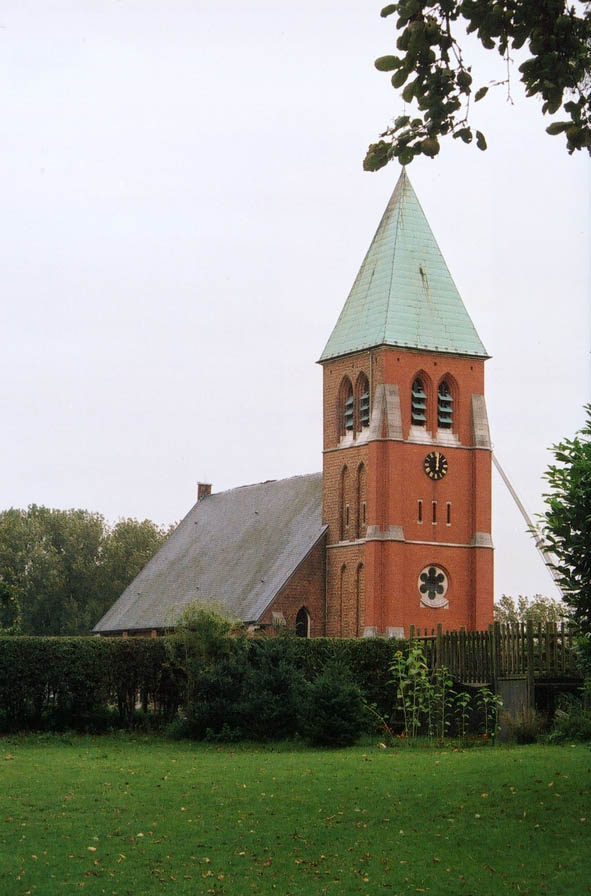
Sint-Pietersbandenkerk

De Sint-Pietersbandenkerk is de parochiekerk van de tot de Vlaams-Brabantse gemeente Sint-Pieters-Leeuw behorende plaats Oudenaken, gelegen aan de Baasbergstraat.

## Geschiedenis
In de 9e eeuw zou er al sprake zijn geweest van een hofkapel. Deze vormde een parochiale eenheid met Sint-Laureins-Berchem. In 1160 kwamen beide kapellen aan de Abdij Affligem. Van 1216-1619 waren beide parochies gescheiden, waarna ze weer herenigd werden.
Uiteindelijk kwam een 18e-eeuwse kerk tot stand die in 1910 werd afgebroken en vervangen door een neogotisch bouwwerk, ontworpen door Guillaume Veraart.

## Gebouw
Het betreft een eenbeukige, naar het noordoosten georiënteerde, bakstenen kerk met voorgebouwde toren die vier geledingen en een tentdak heeft. De toren werd, anders dan de rest van het schip, in een gepolijste soort baksteen opgetrokken. Het tentdak werd in groene leisteen uitgevoerd.

## Interieur
De kerk heeft een laatbarokke biechtstoel van 1759. Het koorgestoelte is 18e-eeuws. Verder kerkmeubilair is uit de 19e en 20e eeuw.